# خورخه کیروگا
خورخه کیروگا (انگلیسی: Jorge Quiroga؛ زادهٔ ۵ مهٔ ۱۹۶۰) مهندس صنعت، و سیاستمدار اهل بولیوی است. وی از ۷ اوت ۲۰۰۱ تا ۶ اوت ۲۰۰۲ رئیس‌جمهور این کشور بود.

## زندگی‌نامه
کیروگا در شهر کوچابامبا متولد شد. . او در سال ۱۹۸۱ از دانشگاه ای اند ام تگزاس با مدرک مهندسی صنایع فارغ‌التحصیل شد و اولین رئیس دولت از آن دانشگاه شد.